# Alevtina Savkina
Alevtina Yevguénievna Savkina –en ruso, Алевтина Евгеньевна Савкина– (nacida Alevtina Podviazkina, Lípetsk, URSS, 30 de julio de 1986) es una deportista rusa que compitió en remo.
Ganó una medalla de bronce en el Campeonato Mundial de Remo de 2017 y seis medallas en el Campeonato Europeo de Remo entre los años 2007 y 2017.

## Palmarés internacional
| Campeonato Mundial | Campeonato Mundial        | Campeonato Mundial | Campeonato Mundial |
| Año                | Lugar                     | Medalla            | Prueba             |
| ------------------ | ------------------------- | ------------------ | ------------------ |
| 2017               | Sarasota (Estados Unidos) | Medalla de bronce  | Cuatro sin timonel |
| Campeonato Europeo |                           |                    |                    |
| Año                | Lugar                     | Medalla            | Prueba             |
| 2007               | Poznań (Polonia)          | Medalla de plata   | Dos sin timonel    |
| 2008               | Maratón (Grecia)          | Medalla de plata   | Dos sin timonel    |
| 2009               | Brest (Bielorrusia)       | Medalla de plata   | Dos sin timonel    |
| 2015               | Aiguebelette (Francia)    | Medalla de oro     | Ocho con timonel   |
| 2016               | Brandeburgo (Alemania)    | Medalla de bronce  | Ocho con timonel   |
| 2017               | Račice (República Checa)  | Medalla de bronce  | Ocho con timonel   |